# Eunice microprion
Eunice microprion är en ringmaskart som beskrevs av Marenzeller 1879. Eunice microprion ingår i släktet Eunice och familjen Eunicidae. Inga underarter finns listade i Catalogue of Life.